# Бен Бадис, Абд аль-Хамид
Абд аль-Хамид бен Ба́дис (4 декабря 1889 (его рождение было записано в книге записей рождений на следующий день, 5 декабря), Константина — 16 апреля 1940, Константина) — алжирский общественный и религиозный деятель. Родился, прожил всю жизнь и умер в городе Константине на севере страны.

## Биография
Родился в образованной религиозной семье и уже в 13 лет знал наизусть весь Коран. Затем стал учеником известного алжирского адвоката и религиозного деятеля Хамдана Лунисси, под руководством которого изучал право и которому дал обещание никогда не поступать на французскую службу (Алжир в то время был колонией Франции). 
В 1908 году уехал в Тунис, где поступил в Зейтунский университет, изучая там арабский язык, исламское богословие и историю. В 1912 году окончил университет с учёной степенью, в течение года преподавал там, затем совершил паломничество в Мекку и Медину; в Медине прожил три месяца, давая уроки для паломников и местных жителей в мечети Масджид ан-Набави. После этого совершил путешествие в Египет и Сирию. Во всех посещённых городах Бен Бадис старался встретиться с известными шейхами и мусульманскими учёными. В конце 1913 года вернулся в Алжир и начал преподавать в одной из мечетей Константины арабский язык, богословие, историю и литературу, причём его занятия были открыты и для женщин и детей.
В 1925 году основал и до конца жизни редактировал журнал аш-Шихаб, в котором публиковались статьи на религиозные и политические темы. В 1931 году Бен Бадис основал Ассоциацию алжирских мусульманских улемов, представлявшую собой объединение большого количества исламских учёных, зачастую придерживавшихся противоположных взглядов. Целью организации он видел сохранение алжирских культурных ценностей и всяческое противодействие французскому влиянию. 
Выступая за единство всех антиколониальных сил Алжира, в том числе религиозных с левыми, в 1936—1938 годах входил в руководство Мусульманского конгресса, стоявшего на платформе ликвидации колониального режима и поддержки Народного фронта во Франции. С 1939 года был помещён под гласный надзор полиции и лишён свободы выезда из Константины. Его смерть в апреле 1940 года вызвала массовые манифестации скорби по всей стране.